# Stop the Clocks (canción)
«Stop the Clocks» es una canción inédita de la banda británica Oasis, compuesta por Noel Gallagher, y originalmente destinada a ser parte del sexto álbum de estudio de la banda, Don't Believe The Truth de 2005, pero fue retirado de la lista de canciones final a último momento. La canción fue tocada en vivo durante la gira de Heathen Chemistry unas pocas veces, y a pesar de que Gallagher dijo que era una de las mejores canciones que había escrito, se retractó un par de años después.
Una versión de estudio de la canción, compilada durante la grabación de Don't Believe The Truth, así como una versión en vivo realizada en mayo de 2003, se filtraron a internet el 6 de mayo de 2008 a través de distintos CD piratas.

## Historia
En noviembre de 2006, en una entrevista para un medio de radiodifusión italiano, Noel Gallagher dijo haber compuesto la canción cuando se encontraba en Tailandia, en 2001.
Dice haberlo hecho mientras Liam Gallagher grababa las pistas de voz para "Stop Crying Your Heart Out" durante las sesiones de Heathen Chemistry en 2001, y se menciona por primeras veces durante entrevistas a Noel en el otoño del 2002. Este le dijo a la Tokyo's J-Wave radio station que la canción trata sobre un sueño que tuvo una noche. "Se trata de preguntarse si estamos muertos. Si no sabemos si estamos muertos, ¿cómo vamos a saber si estamos vivos? Si te acuestas una noche y sueñas cosas, ¿cómo sabes realmente si en realidad estás vivo?, si nunca te levantas, ¿cómo vas a saber que estás soñando?. Tal vez ahora sólo estamos soñando".
En marzo de 2003, Gallagher dijo en el show televisivo "Arena" "no se parece a nada que hayamos hecho antes. El contenido lírico está cerca de las composiciones de The Masterplan.
Más detalles de la canción fueron revelados durante el festival de Glastonbury en junio de 2004, con un backstage de Noel hablando con la BBC, donde contaba que la pista tres era de siete minutos de duración, y que probablemente nunca la habían realizado en vivo porque "una guitarra acústica y yo en el escenario y un montón de cosas al revés son para ser escuchadas cuando uno está muy drogado". No se sabe si Noel se refería al demo original o al demo registrado en las sesiones de Don't Believe The Truth, antes de Glastonbury. 

## Presentaciones en vivo
El tres de mayo de 2003, Noel Gallagher tocó Stop The Clocks por primera vez en el club Zanzibar de Liverpool; junto con Gem Archer y el baterista parcial de la banda Terry Kirkbride tocaron 5 canciones semi-acústicas. Una nota de la NME dijo que el tema era una mezcla rara entre Wonderwall y The Hindu Times, similar a los últimos escritos de George Harrison en The Beatles. La letra dice 'Stop the clocks and leave it all behind/On the backseat of my mind'. Otro estudio, publicado en AngryApe dice que la canción "deja lo 'dividido y seguro', añadiendo que era un cruce bastante melancólico entre Fade In-Out y Who Feels Love?. Es clásico de Oasis, pero bastante más maduro y con más alma".

## La Grabación de Don't Believe The Thruth
Se esperaba que la canción se incluyera en el sexto álbum de Oasis, pero en marzo de 2005 Noel Gallagher dijo que se estaba debatiendo su inclusión en el álbum, tal vez entre las pistas The Meaning Of Soul y Part Of The Queue. La ausencia de la canción pronto se confirmó, cuando se publicó en la Web oficial de Oasis el listado de Don't Believe The Thruth, y Stop The Clocks brillaba por su ausencia. 
Durante la promoción del álbum, hubo varias preguntas relacionadas con la canción, pero Gallagher nunca dijo nada que no sea lo que había en OasisNet.com, el 22 de abril de 2005. En una charla con fanes organizada por Gary Crowley, se le preguntó por el tema y el porqué de su ausencia. El respondió: "todo tipo de disco se basa en esa canción. Es una especie de larga "Champagne Supernova", el tipo de canción que tiene una letra fantástica y un gran ambiente, pero yo sentía que nunca obtuvimos la versión correcta. Tenemos 6 o 7 versiones de ella, y ninguna de ellas me agrada realmente. Pero está ahí y por ahora será en un segundo plano. Originalmente el álbum iba a ser llamado Stop The Clocks, lo que hubiera sido un gran título, pero, debido a que estas canciones son tan nuevas, empecé a sentir esa canción muy antigua, ya que fue escrita en 2001. Sin embargo, finalmente saldrá".

## Stop The Clocks, álbum
Se creía que la canción saldría como bonus track en su álbum homónimo, cosa que no fue así, así como tampoco se incluyó otro tema inédito, The Boy With The Blues. 
Durante la premier del documental Lord Don't Slow Me Down, Noel dijo que había considerado incluir la canción allí, pero que como todavía no tenían una versión final, no estaban contentos con la grabación. También reveló que él canta algunas versiones mientras que Liam hace otras, por lo que tampoco deciden eso. 
Cuando se preguntó por la ausencia de nuevas pistas en el álbum Stop The Clocks, respondieron que la inclusión de nuevos temas arruinaría la sensación de retrospectiva que buscaban con el álbum. 
En la radio BBC 1, el 1 de diciembre de 2006, Noel dijo que "cada miembro de la banda tiene su versión favorita de la canción, y mientras sea así, será mejor conservarla en la bóveda". También agregó que la letra que aparece en la portada interna del álbum pertenece a la canción. 
Noel dijo que siempre que salía una canción nueva se la calificaba como la mejor que había hecho, pero que esto no era así. Liam agregó: "no es lo mejor que ha escrito. Es un buen tema, pero no es el mejor. Hizo cuatro versiones de la canción pero no es feliz con ninguna de ellas, por lo que esto es un poco una pesadilla". Andy Bell la calificó, sin embargo, como "increíble". 
En una entrevista para MTVU.com, Noel dijo: "hice la canción y dije que era la mejor que había escrito, pero ya se sabe que soy un poco propenso a decir esas cosas".

## Dig Out Your Soul
A diferencia de lo que se especulaba, Stop The Clocks tampoco se incluyó en la séptima producción discográfica de Oasis, que salió a la venta en octubre de 2008. 

## Noel Gallagher's High Flying Birds
Finalmente, en 2011, Noel Gallagher incluyó "Stop the Clocks" en su álbum en solitario "Noel Gallagher's High Flying Birds" como último tema. En algunas entrevistas mencionó que se trata del peor track del álbum, que se trata de una canción "ordinaria".